# Herrschaft Lohn
Die Herrschaft Lohn, auch Herrlichkeit Lohn oder (Frei-)Grafschaft Lohn genannt, war eine hoch- und spätmittelalterliche Herrschaft im Bereich des Westmünsterlandes und des heute niederländischen Achterhoeks. Zentren waren Stadtlohn im heutigen Kreis Borken und Bredevoort im Gelderland. Der Untergang der Herrschaft im Jahr 1316 gab Anlass zur großen Bredevoorter Fehde.

## Namensgebung
Lohn, in alten Bezeichnungen auch Lon, Loon, Loen oder Laon, ist abgeleitet von Loh bzw. Loe und bedeutet so viel wie lichter Wald oder Laubhain. Der Wortstamm hat sich im Westmünsterland und Achterhoek in vielen Ortsnamen erhalten (z. B. Barlo, Burlo, Ammeloe, Hengelo, Borculo und Dinxperlo).

## Wappen

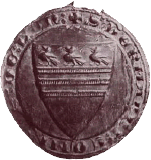
Siegel der Herren von Lohn

Wappen des Altkreises Ahaus

Das Wappen der Herren von Lohn zeigte drei schreitende Vögel über drei blauen Balken. Auch das Siegel der Edelherren trug dieses Motiv. Das Lohner Wappen hat zudem Eingang in das Wappen des Altkreises Ahaus gefunden.

## Geschichte

### Der bischöfliche Amtshof Lohn
Das Lohner Kirchspiel war eine noch von Liudger errichtete Urpfarre der münsterschen Diözese. Das Anfang des neunten Jahrhunderts gegründete Bistum erstreckte sich im Westen bis in den Achterhoek, heute ein Teil der Niederlande, wo es an das Bistum Utrecht grenzte. Zwar unterhielten die Bischöfe von Münster unweit der Berkel am Nordrand des Lohner Eschs einen bedeutenden, 1137 erstmals erwähnten Amtshof als Mittelpunkt eines größeren Höfeverbands, der sich bis Bocholt, Raesfeld und Reken erstreckte. Der weltliche Einfluss der Münsteraner Bischöfe war jedoch in diesem frühen Stadium im äußersten westlichen Zipfel des Münsterlandes noch begrenzt, denn das Hochstift Münster bildete sich erst im zwölften Jahrhundert nach und nach heraus. Dem Amtshof zu Lohn war eine eigene Hofgerichtsbarkeit gegeben, die das Verhältnis zwischen den Hörigen und dem Grundherrn sowie der Untertanen untereinander regelte. Das Gogericht Lohn war dagegen dem Großen Gogericht zum Homborn, das an der Dingstätte beim Lünsberg im Höhenzug Die Berge zwischen Gemen und Ramsdorf tagte, untergeordnet. Damit war es Teil eines größeren und älteren Gerichtsbezirks, der über das Gebiet der Herrschaft Lohn hinausging.
Irgendwann zwischen 968 und 1023 wurde Gescher, 1231 Südlohn abgepfarrt. Seitdem war für Stadtlohn bis zur Erhebung zum Wigbold 1388/89 zur Unterscheidung die Bezeichnung Nordlohn gebräuchlich. Zum neu gegründeten Südlohner Kirchspiel gehörten die Bauerschaften Nichtern und Eschlohn. Die Lohner Pfarreien bildeten ein eigenes Archidiakonat.

### Die weltlichen Herren von Lohn
Entlang der Bistumsgrenze zwischen Utrecht und Münster hatten sich um die Jahrtausendwende mehrere kleine Herrensitze herausgebildet, die entweder eigene Territorien darstellten oder aber von mächtigeren Grundherren belehnt wurden. Einen dieser Sitze besaßen die Edelherren von Lohn, die 1085 erstmals urkundlich erwähnt wurden. Ihre Herrschaft spaltete sich vermutlich aus einer älteren Grafschaft um Vreden und Elten ab, die auf den Billunger Wichmann III. zurückgehen soll. Unmittelbarer Vorgänger der Herrschaft Lohn war die Freigrafschaft Borken, aus der zum anderen Teil die Freigrafschaft Heiden hervorging. Das Territorium der Lohner Edelherren erstreckte sich aus der engeren Umgebung um Lohn bis in den heute gelderländischen Achterhoek.
Nach Dücker besaßen die Grafen von Lohn dort die vier Pfarreien Eibergen, Neede, Groenlo und Geesteren als Allod. Über die genannten Kirchspiele konnten sie frei verfügen und als Dynasten die vollen Grafschaftsrechte ausüben. Vermutlich waren auch die Burg Borculo mit Teilen des Kirchspiels Geesteren, später Zentrum der Herrschaft Borculo, und die Herrlichkeit Lichtenvoorde Teil der Herrschaft Lohn. Dücker und Tibus gehen von einer engen Verwandtschaft der Familien von Lohn und von Borculo aus. Auch Doetinchem, das nicht mehr im ursprünglichen Bistum Münster gelegen und damit nicht westfälisch war, befand sich in ihrem Besitz.
In den sechs Pfarreien Winterswijk (mit den Filialen Bredevoort, Aalten und Dinxperlo), Stadtlohn, Südlohn, Varsseveld (mit Silvolde), Zelhem und Hengelo (letztere beide bilden das sog. Land auf dem Goy), dagegen waren die Herren von Lohn mit den Grafschaftsrechten lediglich durch den Bischof von Münster belehnt. Gleiches wird für das von Nordlohn abgepfarrte Gescher gegolten haben.

### Die Burgen Lohn und Bredevoort
Die Herren von Lohn residierten auf Burg Lohn und später auch auf Burg Bredevoort. Burg Lohn lag im heutigen Stadtlohn zwischen St. Otger und Berkel. Sie war während des Episkopats Werners von Steußlingen, der von 1132 bis 1151 Bischof von Münster war, zur Sicherung der Bistumsgrenzen gebaut worden. Werner gab die Burg den Lohner Edelherren zum Lehen. Zusammen mit Pastorat und Kirche bildete die Residenz vermutlich eine Dreiinselanlage. Im Jahr 1193 wurde Burg Lohn von Hermann II. von Katzenelnbogen (1174–1203), der als erster Fürstbischof des Hochstiftes Münster gilt, aus unbekannten Gründen zerstört. Sie muss jedoch auch nach 1193 in gewissem Umfang weiterbestanden haben, denn sie war noch bis ins 14. Jahrhundert hinein eine Residenz der Grafen von Lohn.
Die zweite Residenz, Burg Bredevoort in der gleichnamigen Stadt, gelangte im Jahr 1238 durch Erbschaft zu gleichen Teilen an Hermann I. von Lohn (ca. 1196–1252) und Ludolf von Steinfurt (Stenvorde). Diese ließen die Feste bedeutend verstärken. Das Bett der Boven-Schlinge wurde verlegt, um die Gräften der Burg zu fluten. Ein Teil der Steine der 1193 zerstörten Burg Lohn wurde in den Folgejahren zum Ausbau des Kastells Bredevoort verwendet. 1246 trugen die Lohner in ihrem Streben nach Unabhängigkeit von den Münsteraner Fürstbischöfen ihren Anteil an der Burg Bredevoort dem geldrischen Grafen Otto II. zusammen mit den vier Pfarreien Eibergen, Neede, Groenlo und Geesteren zum Lehen auf. 1255 verkauften sie auch ihre Rechte an Zelhem und Hengelo an Geldern. Somit besaß die Grafschaft Geldern Rechte im westlichen, das Hochstift Münster Rechte im östlichen Teil der Herrschaft Lohn. Diese Teilung hat Auswirkungen bis in die heutige Zeit. Die 1326 nach Beilegung der Bredevoorter Fehde abgespaltene Herrlichkeit Bredevoort mit den Gerichtsstühlen Winterswijk, Aalten und Dinxperlo ging gegen ein Pfand von 3500 Mark an Geldern. Da das Pfand nie eingelöst wurde, verblieb die Herrlichkeit Bredevoort im Einflussbereich Gelderns. Die Burloer Konvention von 1765, auf der der deutsch-niederländische Grenzverlauf zwischen dem Herzogtum Geldern und dem Hochstift Münster endgültig festgeschrieben wurde, hat daran nichts mehr geändert.

### Unabhängigkeitsbestrebungen des Gottschalk von Lohn
Schon vor der ersten Zerstörung von Burg Lohn durch Fürstbischof Hermann II von Katzenelnbogen waren 1152 Gottschalk von Lohn und Bischof Friedrich II. von Are aneinandergeraten. In seinem Streben nach Unabhängigkeit hatte Gottschalk sich angemaßt, aus eigenen Grafschaftsrechten heraus in seinem Territorium das Amt des Gografen zu bekleiden, und Anspruch auf Burg Lohn erhoben, ohne sein Lehensversprechen gegenüber dem gerade ins Amt eingeführten Bischof zu erneuern. Friedrich II. von Are zwang daraufhin Gottschalk zu einem Vergleich. Gottschalk wurde zwar zum Castellanus auf Lebenszeit bestellt und durfte weiterhin auf Burg Lohn residieren. Die Burg selber war jedoch seitdem ein Offenhaus der Münsteraner Bischöfe. Die Gogerichtsbarkeit durfte Gottschalk nur als widerruflicher Stellvertreter des Bischofs ausüben. Damit nahm der Ausbau des Hochstifts auf Grundlage der Gografschaften seinen Anfang.

### Der letzte Graf Hermann II. und Untergang der Grafschaft
Der letzte Graf von Lohn, Hermann II., fand mehrfach Eingang in die Geschichtsbücher. Sein Leben war geprägt von der Fehde mit den Grafen von der Mark. Im Jahr 1277 starb der von ihm auf Burg Bredevoort eingekerkerte Engelbert I. von der Mark in der Haft, woraufhin dessen Sohn Everhard gegen Hermann zu Felde zog und die Burg zerstörte. Diese Niederlage und die von Hermann zu erbringenden Wiedergutmachungsmaßnahmen bedeuteten de facto das Ende der Selbständigkeit der Grafschaft.
Als Hermann 1303 nach dem Amtsantritt des Bischofs Otto III. von Rietberg (1301–1306) versuchte, seinen Besitzanspruch auf Bredevoort wieder durchzusetzen, zerstörte Everhardt von der Mark die Burg ein zweites Mal, und auch Hermanns Residenz in Lohn wurde verwüstet. Die beiden Burgen wurden gemeinsamer Besitz des Bischofs von Münster und des Grafen von der Mark.
Unter Hermann war das Geschlecht derer von Lohn zeitweise auch im Besitz der Herrschaft Holte, die ihren Stammsitz auf der Holter Burg im Osnabrücker Land hatte. 1315 verkaufte Hermann die Herrschaft für 350 Mark an Graf Otto IV. von Ravensberg.
Hermann überlebte seine beiden Söhne Hermann († 1315) und Wikbold († 1312). Als er selbst 1316 starb, fiel die Grafschaft an seine Verwandten, die Edelherren Johann und Otto von Ahaus. Diese veräußerten die Herrschaft Lohn mitsamt der Burg und Herrschaft Bredevoort an den münsterschen Fürstbischof Ludwig II., Landgraf von Hessen. Da in der Folge auch die Grafschaft Geldern Ansprüche auf Bredevoort geltend machte, kam es nach dem Aussterben des Geschlechtes derer von Lohn zur großen Bredevoorter Fehde, die auch als geldrische Fehde bekannt wurde und für großes Leid im westlichen Münsterland sorgte. Die Fehde wurde erst 1326 mit dem Friedensschluss von Wesel beigelegt. Rainald II. von Geldern erhielt pfandweise die Herrlichkeit Bredevoort mitsamt den Freistühlen von Winterswijk, Dinxperlo und Aalten. Da das Pfand im Gegenwert von 3500 Mark nie eingelöst wurde, verblieb Bredevoort im geldrischen Einflussbereich. Letztmals versuchte Sweder von Vorst aus der Herrschaft Ahaus am Ende des 14. Jahrhunderts erfolglos, Ansprüche auf die alte Herrschaft Lohn zu erheben. In seiner Auseinandersetzung mit dem Bischof geriet er in Gefangenschaft, musste auf Lohn verzichten und 30.000 rheinische Gulden als Wiedergutmachung zahlen. Unfähig, diese Summe aufzubringen, musste er Ahaus zunächst an das Hochstift Münster für 12.000 Gulden verpfänden. Nach seinem Tod verkaufte seine Witwe Johanna von Ahaus 1406 auch die restlichen ihr an der Herrschaft Ahaus verbliebenen Rechte an den Fürstbischof.

## Haus Lohn

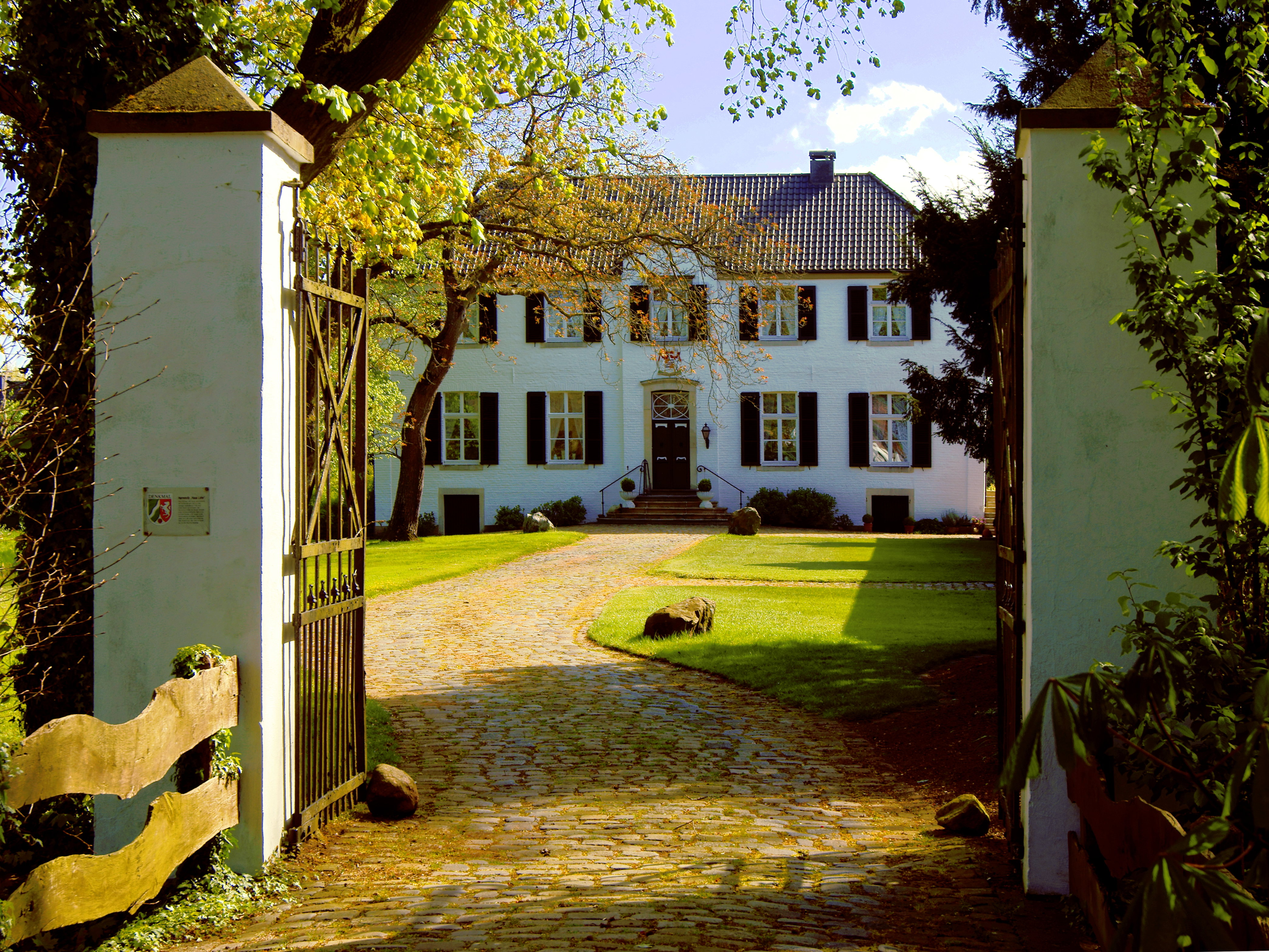
Haus Lohn

Haus Lohn in Südlohn, nicht zu verwechseln mit der früheren Burg Lohn im heutigen Stadtlohn, wurde um 1785 auf dem Platz einer älteren, niedergebrannten Anlage an der Schlinge neu errichtet.
Das von einer Gräfte umgebene Gebäude mit fünf Achsen gilt als einziger frühklassizistischer Adelssitz im Kreis Borken. Es handelt sich um einen Backsteinbau, der ein pfannengedecktes Walmdach trägt. Nach einem Brand im Jahr 1837 wurde das Gebäude um ein Ober-Vollgeschoss ergänzt, so dass es sich heute um einen Zweistock handelt. Die Außenwände sind weiß geschlämmt und die Fenster mit Blendläden versehen. Die Eingangstür an der Frontseite wird durch Sandsteineinfassungen, einen kleinen Treppenaufgang und den darüber aufragenden, schmalen Mittelrisaliten hervorgehoben. Über dem Eingang befindet sich das Wappen der belgischen Adelsfamilie Looz-Corswarem, die von 1841 bis 1856 Haus Lohn ihr eigen nannte. Der Zugang zum Haus wird auf der rechten Seite von Wirtschaftsgebäuden flankiert. Das heutige Haus ist noch auf drei Seiten von einem Wassergraben umgeben.
In einer Zeichnung vom Ende des 16. Jahrhunderts wird eine Anlage aus mehreren größeren und kleineren Gebäuden dargestellt, die auf einer Insel in einem Hausteich stehen. Die Lücken zwischen den Häusern werden durch kurze Mauern geschlossen. Der innere Hofbereich scheint zum Eingang hin zusätzlich durch eine Mauer geschützt zu sein. Der Zugang erfolgt über eine Zugbrücke durch ein Torhaus.
1357 wurde mit Dietrich von Dornoke oder Dornick genannt Loneken erstmals ein Besitzer des Hauses Lohn genannt. Wahrscheinlich handelte es sich dabei um ein Seitenzweig der Edelherren von Lohn. Ab 1500 nannten sich die Besitzer „von Loen“. Haus Lohn befindet sich in Privatbesitz.

## Liste der Grafen von Lohn
- Gerhard I. von Lohn († nach 1092)
- Gottschalk I. von Lohn (* 1063; † nach 1100)
- Gerhard II. von Lohn († nach 1139)
- Gottschalk II. von Lohn († nach 1192)
- Gerhard III. von Lohn (1195–1225)
- Hermann I. von Lohn (1225–1252)
- Otto von Lohn (1252–1254)
- Hermann II. von Lohn (vor 1238–1316)